# Johannes von Wernau
Adam Johann (Eitel Hans) von Wernau war ein Ritter im Malteserorden, der in den Jahren 1516 bis 1540 als Komtur der Kommende Kleinerdlingen belegt ist.

## Johannes von Wernau im Familienkontext
Die Familie von Wernau war ein schwäbisches Adelsgeschlecht (siehe auch Liste schwäbischer Adelsgeschlechter). Namensgebender Stammsitz ist die ehemalige Burg Wernau im Weiler Wernau auf dem Hochsträß, heute Teil der Stadt Erbach im Alb-Donau-Kreis.

## Abbildung auf dem Kleinerdlinger Altar
Johannes von Wernau ist auf der Tafel Die Heimsuchung des Kleinerdlinger Altars aus der Werkstatt von Hans Schäufelin abgebildet. Die insgesamt sechs Tafeln des Altars wurden für die ehemalige Johanniterkirche St. Johannes der Täufer in Kleinerdlingen geschaffen. Die Bildnisse von vier Ordensrittern weisen die Tafeln als eine gemeinsame Stiftung des Oettinger Grafenhauses und des im Jahre 1516 verstorbenen Komturs Wilhelm von Bodman sowie seines Nachfolgers aus. Johannes von Wernau, erkennbar am Wappen mit den drei Kugeln, ist rechts unten kniend im Ornat des Johanniterordens dargestellt. Die Tafel befindet sich im Besitz der Kunstsammlungen des regierenden Fürsten von Liechtenstein in Vaduz.